# Cetatea de la Pietrele lui Solomon

Ruinele cetății dacice

Cetatea de la Pietrele lui Solomon este o fortificație antică aflată pe teritoriul Brașovului. Se află situată în zona „Între Chietri”, cu vedere directă înspre sud-estul Tâmpei și cu dealul Stejeriș — în ambele locuri fiind regăsite alte vestigii dacice. Avea rol de refugiu pentru populația dacă a așezărilor civile dimprejur.
Primele săpături arheologice datează din anii 1913, fiind efectuate de către cercetătorul Julius Teutsch. Alte lucrări au fost făcute în anii '50 (de către A. D. Alexandrescu și I. Pop) și în anii '80 (de către Fl. Costea, el publicând și un amplu studiu pe această temă).
În urma acestor cercetări s-a putut constata o continuă locuire a cetății pe întreaga durată a neoliticului, epocii bronzului și cea a fierului. Cetatea era compusă dintr-o incintă împrejmuită cu ziduri dacice, val de pământ și palisade. Aceasta din urmă este presupusă a fi având rol de drum de rond pentru străji ori platformă pentru lupte. În incinta fortificației se mai afla și un turn-locuință. După o vreme, construcțiile s-au înmulțit prin terasarea unei părți a incintei. În acestea s-au descoperit urme de ceramică — atât comună cât și de lux — precum și obiecte de fier. Totodată s-a semnalat existența unei cisterne săpată în stâncă, pentru apă ori provizii.
Tot prin metode arheologice a fost stabilit și sfârșitul cetății, care s-a petrecut în timpul războaielor daco-romane.
Astăzi, zona care se afla cetatea este de nerecunoscut, pe locul acesteia aflându-se una din mesele junilor iar pe una din laturile turnului găsindu-se câteva trepte de piatră. Totuși, ea apare în Repertoriul Arheologic Național, cu codul 40205.05.01.